# Max banka
Max banka a.s. byla česká banka, založená v roce 1991. Dříve vystupovala pod jmény InterBank, InterBanka, BAWAG Bank CZ, LBBW Bank CZ a Expobank CZ. Od září 2022 je majitelem Max banky Banka CREDITAS, která je součástí skupiny CREDITAS. S Bankou CREDITAS se Max banka sloučila k 1. říjnu 2024.

## Historie

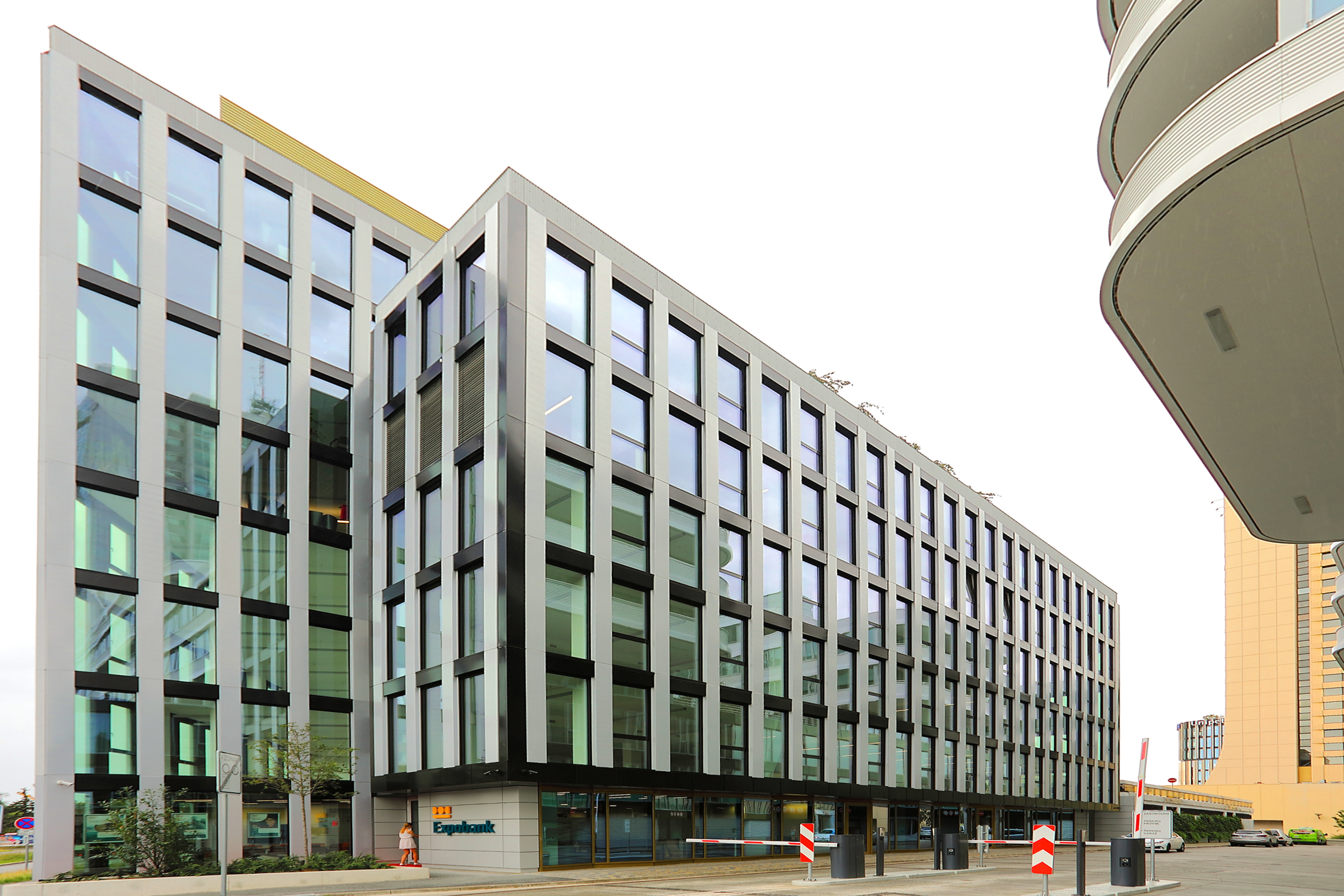
Centrála Max banky, Na strži 2102/61a, Praha 4, ČR.

### Interbank a Interbanka
Původní banka byla založena v roce 1991 jako švýcarsko-maďarské joint-venture pod názvem InterBank. Bankovní licenci získala dne 28. 12. 1991. V letech 1993-1997 proběhla řada změn akcionářské struktury, která se stabilizovala na konci roku 1997, kdy se většinovým akcionářem stala německá Bayerische Landesbank a dalšími akcionáři maďarská Magyar Kulkereskedelmi Bank (MKB) a rakouská Bank für Arbeit und Wirtschaft AG (BAWAG).[zdroj?]
V roce 2000 se Česká národní banka rozhodla v souladu s připravenou novelou zákona o bankách přelicencovat všechny banky působící v České republice. Novou licenci po přelicencování obdržela Interbank již pod názvem Interbanka dne 13. 2. 2004 (byla dodatkovaná 6. 5. 2005).[ujasnit]

### BAWAG Bank CZ
V září 2003 se potom BAWAG stal jediným akcionářem Interbanky a.s. a v červnu 2004 byla banka přejmenována na BAWAG Bank CZ a.s. V září 2004 poté BAWAG získal 100 % akcií další banky na českém trhu – Dresdner Bank CZ a.s. Ta byla založena v roce 1991 jako společný podnik francouzské Banque National de Paris (BNP, pozdější BNP Paribas) a německé Dresdner Bank AG a získala bankovní licenci pod názvem BNP-Dresdner Bank (ČSFR). V roce 2001 se Dresdner Bank AG stala jediným akcionářem banky a při přelicencování byla v roce 2003 banka přejmenována na Dresdner Bank CZ a.s. Po převzetí Dresdner Bank CZ společností BAWAG byla banka přejmenována na BAWAG International Bank CZ a dne 31. 3. 2005 zanikla sloučením s BAWAG Bank CZ a.s. jako nástupnickou bankou.[zdroj?]

### LBBW Bank CZ
V září 2008 došlo k další změně, když se jediným akcionářem stala německá Landesbank Baden-Württemberg (LBBW) a z BAWAG Bank CZ a.s. se stala LBBW Bank CZ a.s. jako součást skupiny LBBW. V lednu 2014 se německá LBBW dohodla na prodeji LBBW Bank CZ ruské bance Expobank podnikatele Igora Kima.

### Expobank CZ
V říjnu 2014 tak byla banka po vzoru své mateřské ruské banky přejmenována na Expobank CZ a.s. Ke konci listopadu 2014 došlo k redukci pobočkové sítě.
V březnu 2016 odkoupila Expobank CZ a.s. společnost EAST Portfolio, s.r.o. od německé společnosti LBBW. V březnu 2017 Expobank CZ a.s. vstoupila na srbský trh, kde se stala jediným akcionářem Marfin Bank a.d. Beograd. Marfin Bank následně změnila svůj obchodní název na Expobank Beograd.[zdroj?]
V roce 2018 proběhla kontrola České národní banky, která skončila konstatováním, že Expobank.cz „nedisponovala řídicím a kontrolním systémem, který by byl účinný, ucelený a přiměřený charakteru, rozsahu a složitosti rizik spojených s modelem podnikání a činností společnosti“. ČNB po kontrole vyzvala k odstranění pochybení systémového charakteru, které by mohly vést k odnětí licence. Problémy se týkaly např. prevence legalizace výnosů z trestné činnosti (praní špinavých peněz) a dalších oblastí. V prosinci 2020 ČNB zamítla rozklad banky a udělila Expobank.cz jednu z nejvyšších pokut v českém finančním sektoru ve výši 20 000 000 korun.
V květnu roku 2019 Expobank CZ zavřela svou pobočku v Karlových Varech a zůstala jí tak v Česku už jen pobočka v Praze.
V březnu 2022 oznámila Expobank CZ dohodu o prodeji 100 procent akcií, koupit ji mělo je konsorcium složené z lotyšské Signet Bank AS a amerických investorů, k této transakci ale nakonec nedošlo.

### Max banka
V září 2022 banku koupila Banka CREDITAS a s platností od 4. října ji přejmenovala na Max banku. V říjnu 2022 oznámila samotná Max banka plány stát se čistě retailovou online bankou do doby, než dojde k fúzi s mateřskou bankou. K ní došlo k 1. říjnu 2024.